# José Maria Cela Ramilla
José Maria Cela Ranilla (Zamora, 17 de desembre de 1972) és un exfutbolista castellanolleonès, que jugava com a davanter.

## Trajectòria
Cela es va formar a les categories inferiors del Reial Madrid. D'ací passa al CD Numancia i el 1992 és fitxat per l'Sporting de Gijón. Amb l'esquadra asturiana debuta a la primera divisió la campanya 92/93, tot disputant 26 partits i marcant dos gols, ambdós contra el CD Logroñés. La temporada 93/94 no va comptar amb prou feines per a l'entrenador Garcia Remón i només hi va aparèixer en cinc partits.
L'estiu de 1994, deslligat de l'Sporting, va ser captat pel FC Barcelona per a jugar en el seu filial, de Segona Divisió. Amb el Barça B, Cela va jugar 27 partits i va marcar 7 gols, però no va tenir continuïtat ni va debutar amb el primer equip. La temporada 95/96 recala a la UE Lleida, on marca 3 gols en 22 partits.
Després de passar de nou pel CD Numancia, el seu exentrenador a l'Sporting, en Bert Jakobs, el fitxa per al RKC Waalwijk holandés. Cela romandria dues campanyes al conjunt dels Països Baixos sense massa fortuna, per a retirar-se el 1999.
Penjades les botes, Cela s'ha deslligat del món del futbol. Treballa en al camp de la investigació pedagògica en universitats catalanes, com la URV.